# Búzás-patak
A Búzás-patak a Mátrában ered, Szajla településtől északnyugatra, Heves vármegyében, mintegy 210 méteres tengerszint feletti magasságban. A patak forrásától kezdve északi irányban halad, majd Recsk keleti részénél éri el a Parádi-Tarnát.

## Part menti települések
A Búzás-patak mentén fekvő településeken összesen több, mint 3200 fő él.
- Szajla
- Recsk